# Sick Abed
Sick Abed è un film muto del 1920 diretto da Sam Wood. La sceneggiatura si basa sull'omonimo lavoro teatrale di Ethel Watts Mumford andato in scena a New York il 25 febbraio 1918.

## Trama

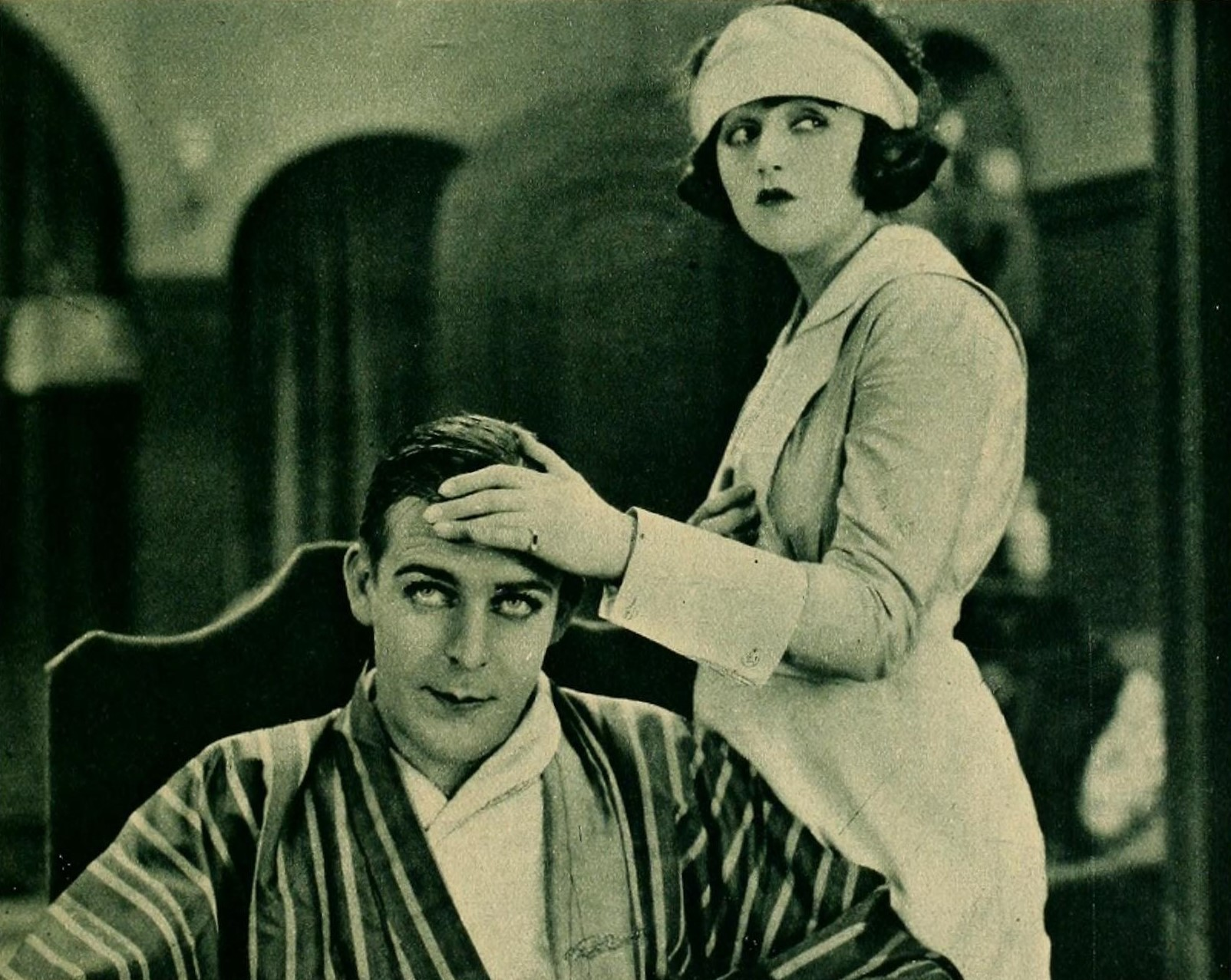
Wallace Reid e Bebe Daniels

Un giorno, mentre si trova in campagna con una cliente per mostrarle un ranch, l'agente immobiliare John Weems deve rifugiarsi insieme alla signora in una locanda perché i due sono rimasti sorpresi da una terribile tempesta. Sua moglie Constance, venuta a sapere dell'avventura del marito, decide di chiedere il divorzio. Reginald Jay viene citato come testimone per intervento di Constance, ma Jay, che non vuole restare coinvolto nella storia, finge di essere malato e si fa ricoverare in ospedale. Lì, si innamora di una delle infermiere. Dopo varie avventure, John e la moglie si riconciliano e Jay conquista il cuore della sua infermiera.

## Produzione
Il film fu prodotto dalla Famous Players-Lasky Corporation

## Distribuzione
Il copyright del film, richiesto dalla Famous Players-Lasky Corp., fu registrato l'11 maggio 1920 con il numero LP15139. La stessa Famous Players-Lasky Corporation ne curò anche la distribuzione negli Stati Uniti; il film uscì nelle sale cinematografiche il 27 giugno 1920.

### Conservazione
Copie complete della pellicola si trovano conservate negli archivi della Library of Congress di Washington.